# Matorral a Xile

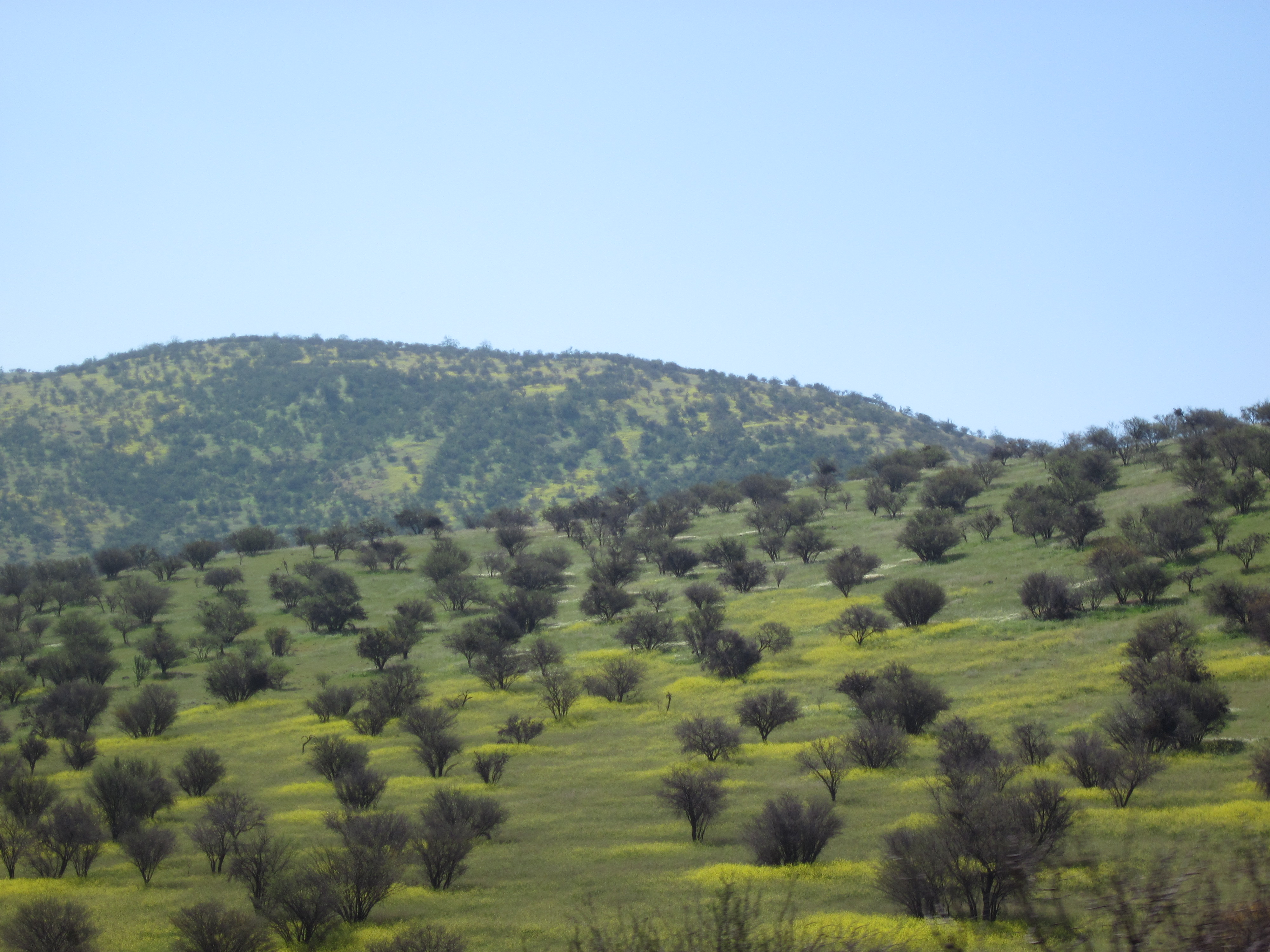
La primavera al matorral de Xile

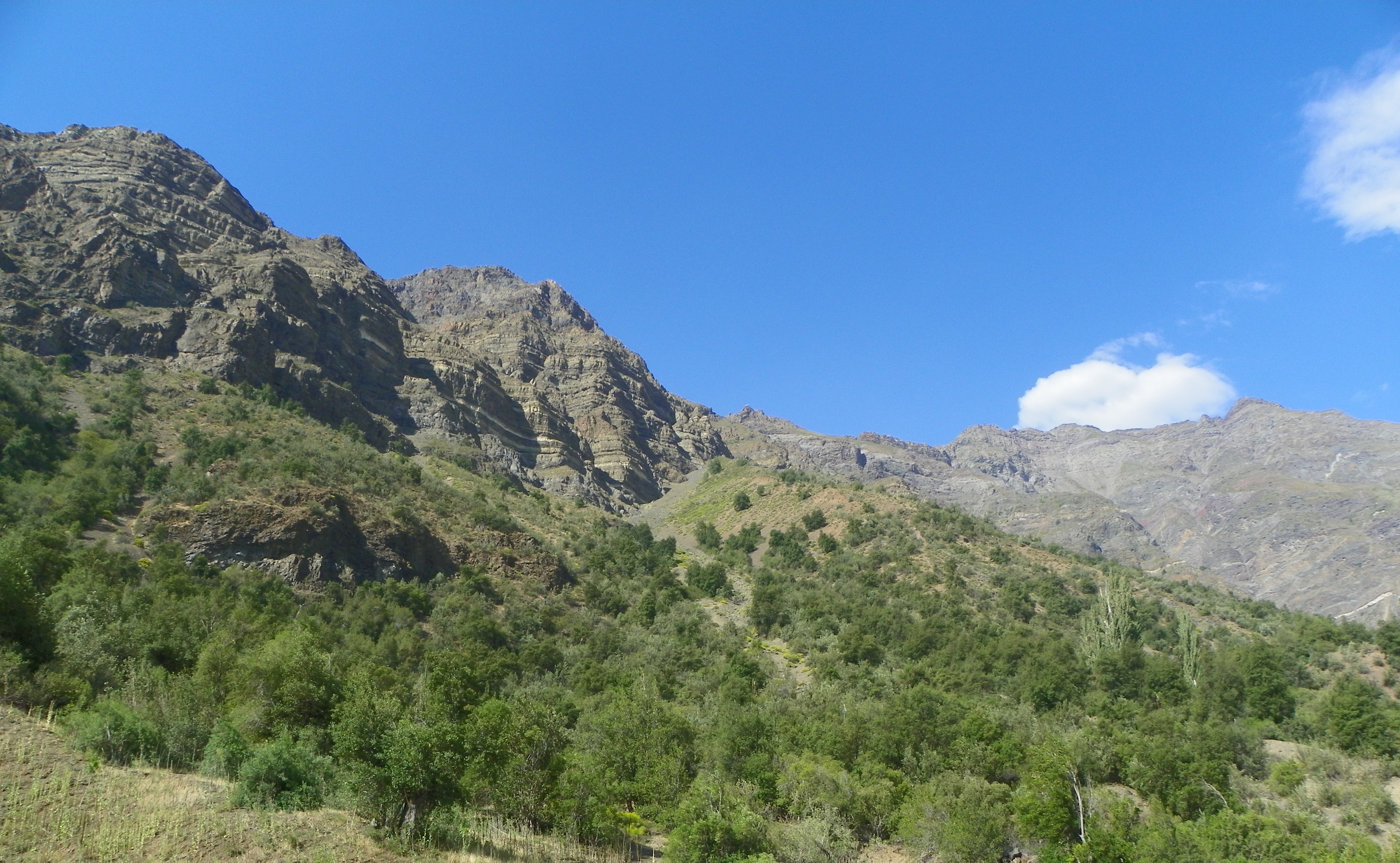
Matorral a San José de Maipo

El Matorral de Xile és una ecoregió terrestre de clima mediterrani situada al Xile Central a Amèrica del Sud. Forma part de l'ecozona neotropical.
Ocupa una superfície d'uns 148.500 km² i limita al nord amb el desert d'Atacama, al sud amb la Selva de Valdivia i a l'est amb els Andes. El matorral de Xile és una de les cinc regions de clima mediterrani del món, totes elles situades a la part occidental dels continents. les altres quatre regions són la Conca del Mediterrani, el chaparral de Califòrnia, la Província del Cap d'Àfrica del Sud i el kwongan a Austràlia Occidental. El Matorral ocupa el Xile central entre les latituds 32° i 37° sud.

## Flora i fauna
L'ecoregió del matorral xilè hostatja diverses comunitats de plantes.
- Matorral litoral va des de La Serena al nord fins a Valparaíso al sud. Hi són típiques les espècies de plantes de Bahia ambrosioides, Palhuén (Adesmia microphylla), i Palo de Yagua, (Fuchsia lycioides). És similar a la garriga de la Conca del Mediterrani i al coastal sage scrub del sud de Califòrnia.
- Matorral compost per plantes esclerofil·les, cactus, i bromeliàcies. Inclou les espècies Lithraea venenosa, Quillay (Quillaja saponaria), cactus (Echinopsis chiloensis), i Bromelàcies del gènere Puya. És similar al chaparral de Califòrnia[1] i a la màquia de la Conca Mediterrània.
- Espinal és una sabana composta per arbres espaiats predominantment l'espino (Acacia caven) i (Prosopis chilensis).
- Arbredes i boscos esclerofil·les estan composts predominantment per arbres de fulla persistent, que inclouen el Peumo (Cryptocarya alba), Boldo (Peumus boldus), Mayten (Maytenus boaria), i la palmera (Jubaea chilensis).

Aquesta ecoregió té moltes espècies endèmiques amb afinitats amb els tròpics sud-americans i la Flora antàrtica i la dels Andes. Un 95% de les seves espècies són endèmiques de Xile, incloent-hi Gomortega keule, Pitavia punctata, Nothofagus alessandrii, i la palmera xilena, Jubaea chilensis.

## Conservació
El Matorral conté la majoria de les grans ciutats de Xile i la Vall Central Xilena de gran importància agrícola. Aquesta regió està sotmesa a un pasturatge extensiu, aprofitament de la fusta i urbanització i és la regió xilena menys protegida per parcs nacionals i reserves.